# André Weßels
André Weßels (* 21. října 1981 Recklinghausen, Německo) je bývalý německý sportovní šermíř, který se specializoval na šerm fleretem. Německo reprezentoval od roku 2002 s přestávkami deset let. Na olympijských hrách startoval v roce 2004 v soutěži jednotlivců a družstev a 2012 v soutěži družstev. V roce 2002 obsadil druhé místo na mistrovství světa v soutěži jednotlivců . S německým družstvem fleretistů vybojoval na olympijských hrách 2012 bronzovou olympijskou medaili a v roce 2002 vybojoval s družstvem titul mistrů světa.